# Chiesa delle Sante Maria e Tecla
La chiesa delle Sante Maria e Tecla è un edificio sacro progettato da Giovanni Michelucci e situato in piazza della Vergine 2 a Pistoia.

## Storia

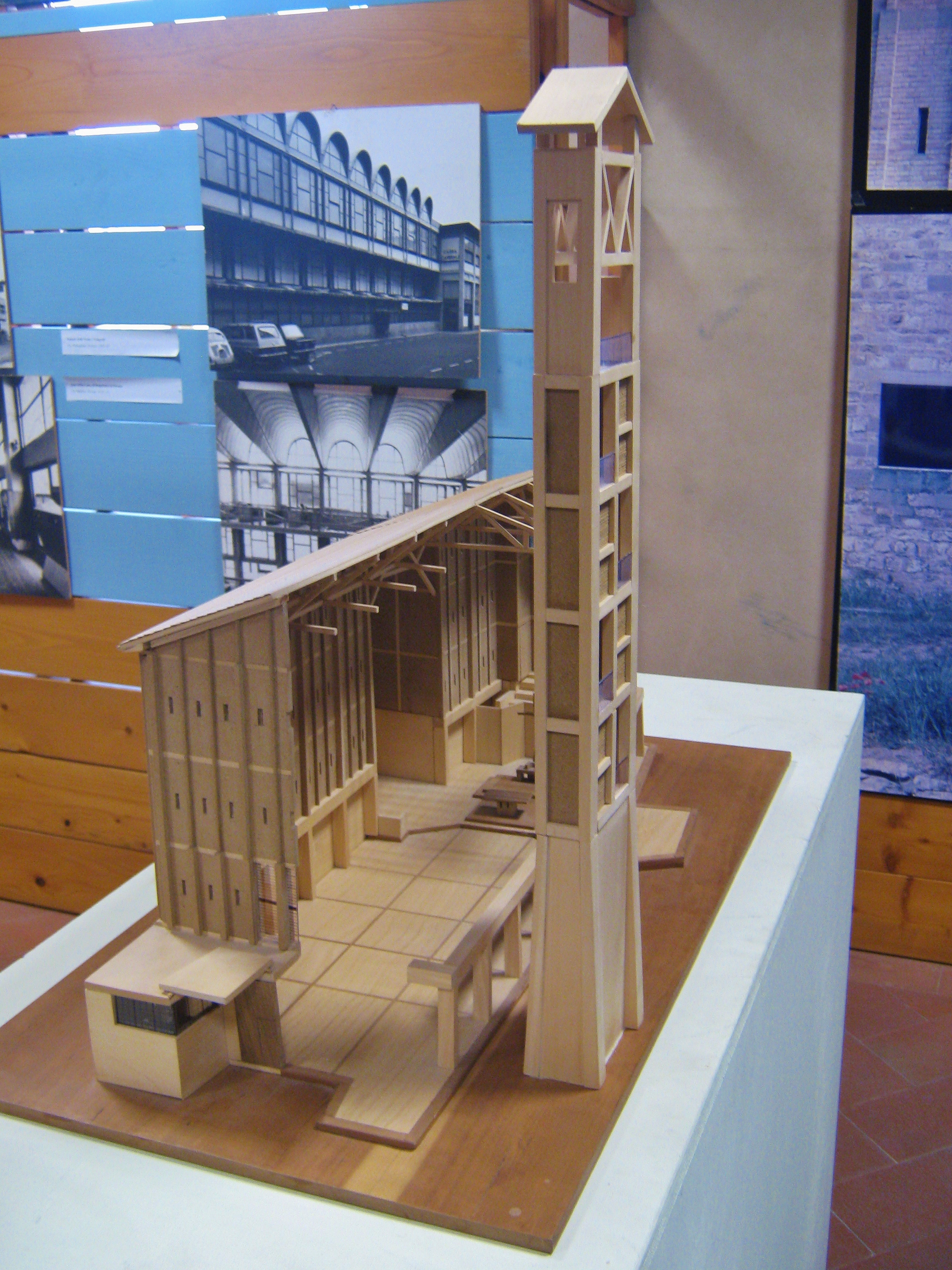
Modello ligneo della chiesa delle Sante Maria e Tecla (Pistoia, Museo Civico)

Le complesse vicende costruttive della chiesa delle Sante Maria e Tecla hanno origine, come per la chiesa di Collina, dalla necessità di ricostruire un antico edificio religioso andato distrutto durante i bombardamenti della seconda guerra mondiale. Il progetto, affidato a Giovanni Michelucci sin dal 1947, prevede l'individuazione di un nuovo sito destinato ad accogliere la costruzione, lontano dall'originaria e infelice ubicazione presso la porta Fiorentina e attiguo al cimitero della Vergine, nella periferia sud-est della città. 
Lo stesso Michelucci ricorda il lungo iter progettuale, che prende avvio da un'idea architettonica, ironicamente definita dall'autore come "geniale", che prevede la realizzazione di un edificio apparentemente instabile, caratterizzato da una facciata inclinata verso l'interno e da una copertura inflessa verso il presbiterio. La pianta, di dimensioni ridotte, presenta un presbiterio a forma trapezoidale e in facciata, in posizione asimmetrica, un corpo a L come cappella per i matrimoni e battistero. Il progetto riceve numerose critiche, sia per le forme architettoniche ritenute ambigue e non chiaramente riferibili alla funzione religiosa della costruzione sia per il dimensionamento considerato insufficiente. Una soluzione successiva introduce alcuni elementi poi mantenuti nel progetto definitivo (tetto a capanna, tripartizione dell'ingresso), prevedendo però una struttura muraria in pietra mista a telaio in cemento oltre una ricca decorazione in facciata.
I ridotti finanziamenti statali impongono un nuovo ripensamento e portano alla soluzione approvata dalle autorità religiose nel 1950. L'ampiezza della navata e l'altezza dei bracci del transetto sono ridotti, il campanile, separato dalla chiesa, diventa un elemento architettonico autonomo; prevale la ricerca di un'essenzialità di forme "di spirito francescano" che si ripercuote anche nella scelta dei materiali (mattoni, cemento armato e rivestimento in pietra per il basamento).
Cambia lo studio dell'illuminazione che nel nuovo progetto è ricavata da limitate finestrature nella zona presbiteriale e da semplici feritoie aperte sulle pareti laterali e in facciata. I lavori, affidati alla ditta Minnetti, hanno inizio solo nel 1954 dopo un aumento dello stanziamento statale, ma sono presto interrotti per problemi di ordine statico posti dalla ditta appaltatrice che considera eccessivo il carico dovuto alla copertura a volta della chiesa.
La riapertura del cantiere avviene nel 1955 e comporta la sostituzione della volta con capriate in cemento armato. I lavori condotti dall'impresa bolognese "Costruzioni edili industriali" guidata da Mario Fabbrini e Renzo Sansoni, colleghi di Michelucci alla facoltà di ingegneria, sono conclusi un anno dopo.

## Descrizione

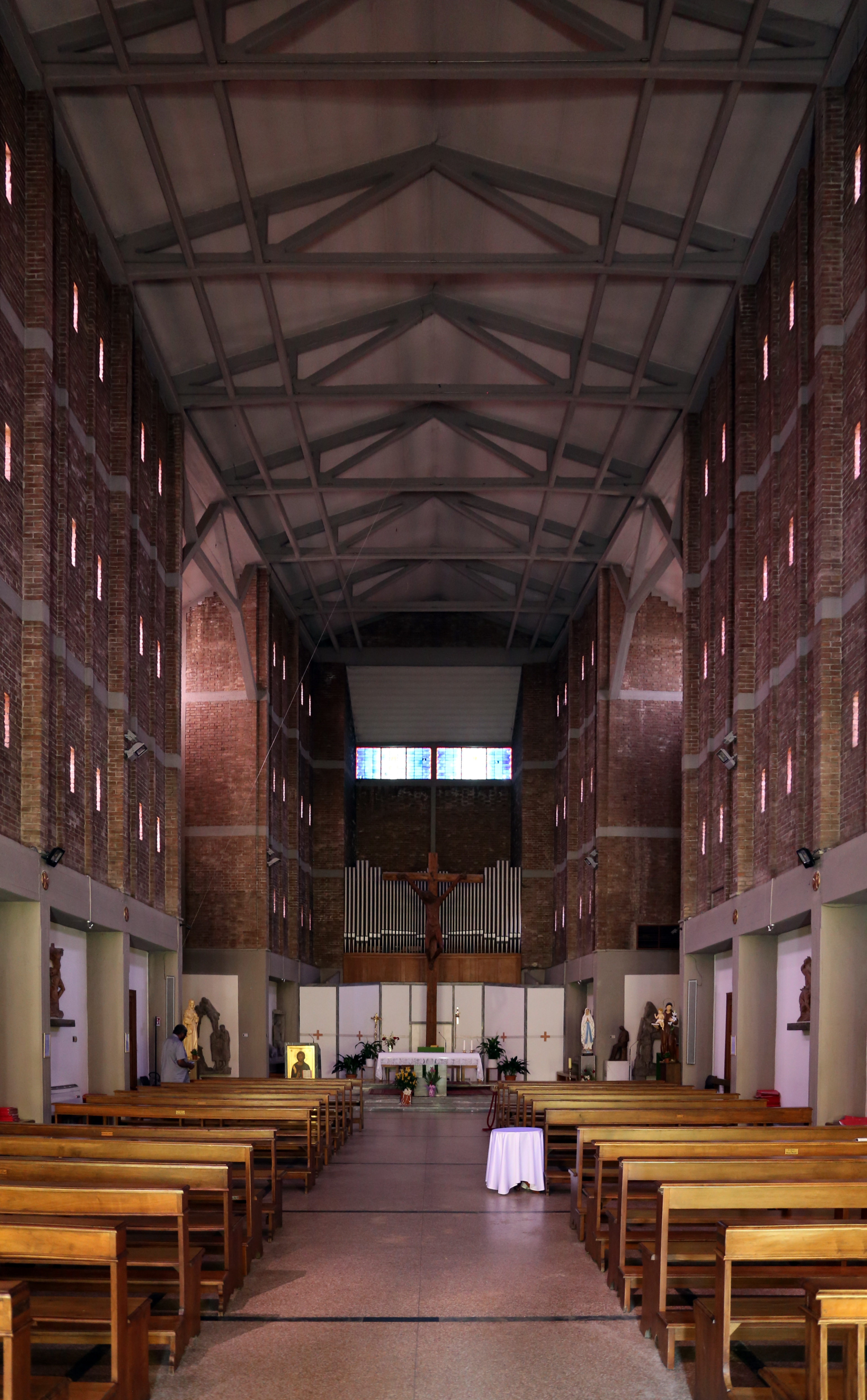
Interno

La chiesa, intitolata alle sante Maria e Tecla, sorge nella periferia sud-est di Pistoia, in una zona anticamente occupata da vivai e ora densamente abitata. Il grande edificio si innalza, isolato, su un vasto piazzale, senza diretto collegamento con la viabilità di grande traffico che scorre poco più ad ovest. La zona, in stato di abbandono, è caratterizzata dalla presenza di alcune modeste costruzioni, di pertinenza della vicina chiesa parrocchiale (canonica, locali parrocchiali, alloggi per extracomunitari) collocate senza precisi criteri urbanistici.
Un piccolo giardino sorge davanti alla canonica ed è l'unica zona destinata a verde che risulti curata.
Il lungo iter progettuale che contraddistingue la costruzione della chiesa della Vergine porta alla realizzazione di un edificio sobrio, paragonabile secondo Giovanni Klaus Koenig a "una semplice ed alta aula francescana". Il processo creativo non trae spunto, come nel caso quasi contemporaneo della chiesa di Collina, dal contesto ambientale, certo meno significativo, ma si ispira, almeno nella redazione finale, alla tradizione costruttiva degli ordini mendicanti e in particolare al fianco della chiesa di San Domenico a Pistoia. La necessità di richiamarsi al passato è esplicitamente dichiarata dallo stesso autore e si collega a una visione dell'architetto quale interprete delle esigenze popolari piuttosto che del proprio impulso creativo. L'effetto finale non è comunque convenzionale, ma sfrutta sapientemente l'alternanza dei materiali, la pietra grezza, il cemento armato e il mattone a doppia faccia vista. Su un alto zoccolo in cemento armato, rivestito in pietra, si ergono le pareti costruite in laterizio, la cui superficie muraria, scandita da lesene alternate con risalti di diversa sporgenza, è interrotta solo dai bracci del transetto, piegati in direzione dell'abside.
Particolarmente interessante lo studio dell'illuminazione, elemento comune alla chiesa di Collina, risolto con un sistema di feritoie e alte finestrature in corrispondenza dell'abside e dei transetti. Altrettanto significativo l'emergere della struttura portante, del telaio in cemento armato che fascia il volume della chiesa suddividendo la cortina in laterizio e si ripropone all'interno nelle capriate della copertura per diventare tema centrale dell'architettura del campanile.
Quest'ultimo, restaurato negli anni ottanta, si erge isolato al fianco della chiesa riproponendo, in un disegno essenziale, l'alternanza di pietra rustica, ossatura in cemento armato e laterizio che caratterizza la struttura muraria della chiesa.

## Fortuna critica

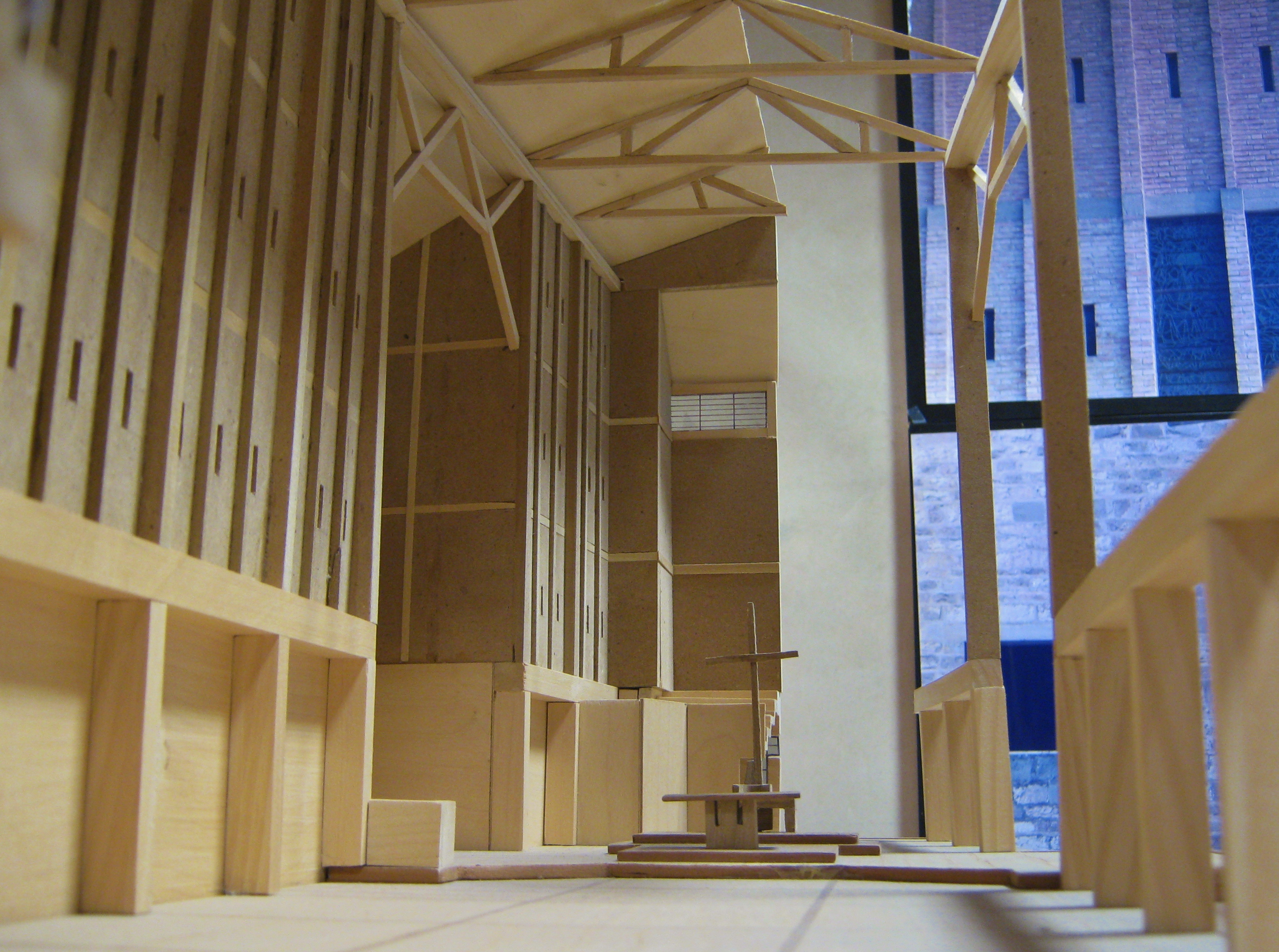
Interno del modello ligneo (Pistoia, Museo Civico)

L'importanza del progetto della chiesa della Vergine nel percorso architettonico michelucciano, soprattutto per il rilievo assunto dalla struttura portante, è stata spesso sottolineata dalla critica. L'edificio è presentato nel 1957 da due articoli, uno a firma di Leonardo Lugli e l'altro dello stesso Michelucci che più volte affronterà successivamente questo argomento. Se ne sono occupati in seguito gli studi avviati da Giovanni Klaus Koenig sull'architettura italiana moderna e, negli anni ottanta, i volumi curati da Belluzzi e Conforti e da Dezzi Bardeschi.
Attualmente, in occasione dell'avvio dei restauri della copertura, è stato pubblicato un volume monografico ad opera dell'arch. Lorenzo Pelamatti e del dott. Antonio Frintino.

## Bibliografia

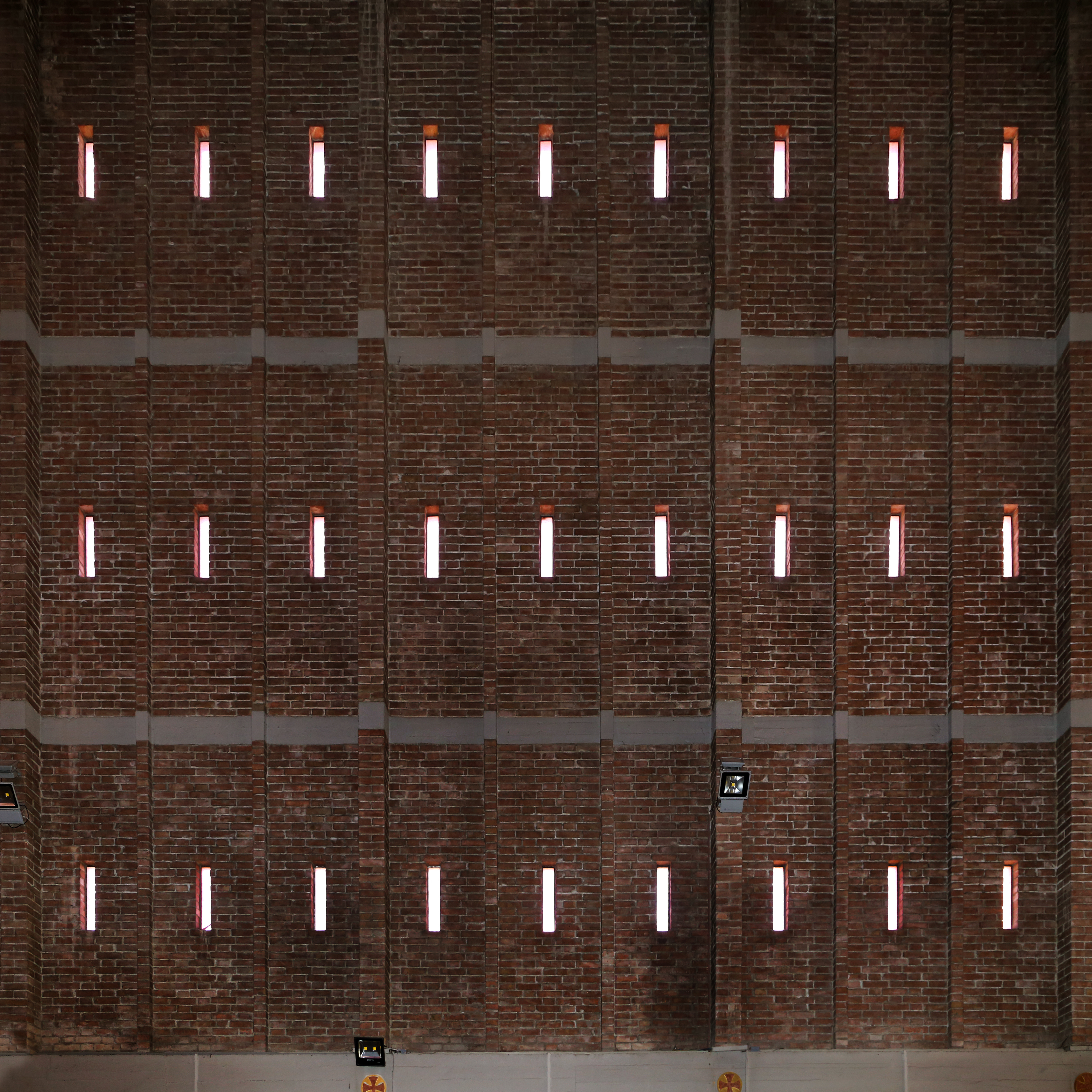
Il paramento murario con le feritoie